# 이탁 (가수)
이탁(본명 이광민, 1973년 6월 9일 ~ )은 대한민국의 가수, 작사가, 작곡가이다.

## 주요 이력
작곡가로 데뷔는 1991년 힙합가수 현진영과 '흐린 기억 속의 그대'를 공동 작사/곡 하면서  ‘흐린기억속의그대’가 1992년 현진영을 통해 메가히트를 하며 작곡가로 데뷔하게 되었다. 1993년 현진영과 와와 1기 멤버 구준엽과 힙합 랩 댄스 듀오 "탁2준2"를 결성해, '예감했던 이별'로 활동해서 준수한 인기를 누렸지만, 그의 영광은 오래가지 못했다. 1993년 현진영과 함께 필로폰을 투입한 혐의로 그룹을 해체, 구속 입건되었다. 그러다가 4년 동안 반성의 시간을 보내고 절친 현진영과 함께 프로젝트 힙합 댄스 그룹 "I.W.B.H."(Int World Beat Hiphop)를 결성해 재기를 노렸으나 첫 반응은 재기를 성공한 듯했지만 팀해체로 사실상 활동을 중단하게 되었다. 현재는 음악활동은 하지않고 미국에서 IT업계 프로그래머로 일하고 있다.

## 앨범
- 1993년 탁2준2 1집 《예감했던 이별》 - 예감했던 이별 등
- 1997년 Int World Beat Hiphop 1집 《Stop Drug》 - 뻗어봐!, Stop ADIS, Stop drug, 흐린 기억 저편에서, 요람 그 밖으로 등
- 전설적인 그룹 K2 의 곡도 작곡하였음

## 같이 보기
- 구준엽
- 강원래
- 현진영
- 김성재
- 이현도
- 김성욱